# Entephria flavopriva
Entephria flavopriva là một loài bướm đêm trong họ Geometridae.